# Война в воздухе
«Война в воздухе» — роман английского писателя Герберта Уэллса, написанный в 1907 году и опубликованный в 1908 году. Роман интересен своими предсказаниями, в частности предсказанием мировой войны, воздушных боёв и бомбардировок городов.

## Описание мира
Мировая война начинается в 1910-е годы. В этом разделе описан литературный мир на момент её начала.

### Монорельс
Вытеснил обычные железные дороги. Густая сеть монорельсов (в том числе один над Ла-Маншем) покрывает все сколько-нибудь развитые страны. В городах монорельсы строят на опорах.

### Автомобили и мотоциклы
Широко распространены. Большинство современных автомобилей — двухколёсные, хотя ещё встречаются устаревшие трёх- и четырёхколёсные автомобили. У главного героя Берта до войны был собственный мотоцикл.

### Лошади
Очень редки. Главный герой, когда едет с друзьями на загородный пикник, встречает по дороге множество автомобилей и велосипедов, но лишь двух лошадей.

### Авиация
Полёты на аэростатах одно время были очень популярным развлечением, затем интерес к ним несколько ослаб.
Из-за того что долгое время не удавалось создать сколько-нибудь безопасный самолёт, интерес к ним угас. Затем, благодаря полёту Баттериджа (см. ниже), он вновь вспыхнул. Ходят слухи (впоследствии оказывающиеся верными), что армиям Великобритании и других стран удалось создать управляемые и более-менее годные к использованию военные летательные аппараты тяжелее воздуха.
При полёте одни летательные аппараты машут крыльями (китайские и японские «ньяо»), другие летают «по принципу воздушного змея» (немецкие «драхенфлигеры»). У многих летательных аппаратов тяжелее воздуха имеются значительные недостатки: напр., «драхенфлигеров» «из боя возвращалось не больше трети», а китайско-японские «ньяо» не могли лететь по горизонтали: могли или набирать высоту (лететь вверх-наискосок), или, при выключенном моторе, снижаться наискосок.
Армии разных стран разрабатывают новые модели дирижаблей и летательных аппаратов тяжелее воздуха в строжайшей тайне друг от друга; таким образом, к началу войны ни одна страна не знает ни возможностей, ни численности ВВС своих противников.

#### «Машина Баттериджа»
К тому времени, когда все потеряли веру в возможность создать безопасный летательный аппарат тяжелее воздуха, английский изобретатель Альфред Баттеридж отправил в редакции газет письмо с обещанием продемонстрировать полёт на хорошо управляемой, безопасной «машине Баттериджа». Очень немногие газеты опубликовали письмо никому не известного изобретателя. В назначенный день Баттеридж на протяжении многих часов летал на своём самолёте, проделав путь в сотни миль. Его полёт стал сенсацией и вновь пробудил интерес к летательным аппаратам тяжелее воздуха.
После полёта Баттеридж разобрал свой самолёт на части, которые спрятал в разных местах. Устройство держит в секрете. В течение длительного времени пытался продать чертежи Великобритании, но не сумел добиться устраивающих его условий. Затем он объявил, что ведёт переговоры с США.

### Международное положение
Германия собирается захватить мир, используя свои дирижабли, а также перемещаемые дирижаблями летательные аппараты «драхенфлигер» (наподобие планера), способные разбомбить любой город. Её план — угрожая бомбёжками, вынудить к сдаче сначала США, а потом Великобританию и другие страны. Главный сторонник плана — принц Альберт. Единственное, что беспокоит Германию — изобретение Баттериджа.

## Сюжет
Английский подросток Берт Смоллуэйз, сын фермера, устраивается работать в пункт проката велосипедов, потом становится его совладельцем. Дела идут всё хуже, и компаньоны решают бросить бизнес, приносящий им только убытки и долги. Деньги они хотят зарабатывать пением на курортах. Когда Берт и его компаньон приезжают на пляж и начинают петь, к берегу спускается аэростат. В гондоле — Баттеридж. Он просит, чтобы кто-нибудь помог вынести его даму, которой стало дурно. Берт вызывается помочь, нечаянно накреняет корзину, и Баттеридж со своей спутницей падают в воду. Аэростат с Бертом взмывает в воздух. На борту Берт находит чертежи Баттериджа, а также его верхнюю одежду, провизию и вино. Берт летит больше суток. К вечеру следующего дня воздушный шар теряет высоту. Когда он пролетает над базой немецких ВВС, немцы выстрелами в баллон заставляют аэростат приземлиться.
На базе Берта принимают за Баттериджа, поскольку он в одежде знаменитого изобретателя и на его воздушном шаре. Берт решает не раскрывать, кто он в действительности, а попытаться получить деньги. Его провожают в дирижабль — флагман немецкого воздушного флота, который летит атаковать США. Берт, изучавший в школе черчение и имеющий опыт в починке велосипедов, найдя в отведённой ему каюте бумагу и чертёжные принадлежности, сделал копии чертежей (эскизы), каковые копии он прячет на себе под одеждой. Вскоре открывается, что он не Баттеридж. Поскольку чертежи не его, Берту не платят за них ничего, более того, его судят за обман. Но так как благодаря Берту немцы получили бесценные чертежи, его не выбрасывают за борт, а разрешают остаться. Копии чертежей остаются у Берта.
Воздушный флот дирижаблей летит в США. По пути он топит американский морской флот броненосцев. С этой поры все броненосцы становятся бесполезными: их слишком легко разбомбить с воздуха. Прилетев в Нью-Йорк, немецкие воздушные суда бомбёжками заставляют город сдаться. Городские власти вывешивают белый флаг, но не могут принудить к повиновению население (большинство нью-йоркцев носят оружие, и даже в мирное время в городе были районы, где полиция не появлялась). Дирижабли не могут высадить никакие оккупационные силы. Горожане начинают в массовом порядке вывешивать национальные флаги, стреляют по спускающимся дирижаблям, при посадке дирижаблей уничтожают дирижабли и команду. Ответом становятся всё более тяжёлые бомбардировки, вплоть до полного разрушения Бродвея. И в дальнейшем война ведётся по тому же сценарию: дирижабли могут нанести какой угодно ущерб городу или принудить власти к сдаче, но полностью захватить город не могут. Поэтому никакая воздушная операция не приводит к определённому результату (что соответствует реальному военному правилу, что исход войны решает пехота).
США высылают свой воздушный флот против немецкого. В бою весь американский флот уничтожен, а немецкому нанесён значительный ущерб. Дирижаблю, на котором летит Берт, несмотря на тяжёлые повреждения, удаётся сесть на Лабрадоре. Тем временем в войну включаются всё новые страны: Германия нападает на Англию и Италию, а Швейцария присоединяется к Германии. Затем на воюющую Европу и Америку нападают воздушные флоты объединившихся Китая и Японии («жёлтая опасность оказалась реальной»), построившие, как оказалось, огромную армаду дирижаблей и летательных аппаратов тяжелее воздуха (к тому же лучших, чем европейские), и бывшие враги объединяются, чтобы дать отпор азиатам, но без особого успеха. В странах рушится нормальная жизнь, рвётся связь между населёнными пунктами, население перестаёт подчиняться властям. Когда правительства понимают, что необходимо заключить мир, они уже не могут собраться вместе, чтобы подписать договор.
После ряда приключений Берт передаёт свои копии чертежей Баттериджа (который, лишившись чертежей, умер от инфаркта) американцам, и начинается массовое производство летательной «машины Баттериджа», которая уравнивает силы. В Японии и Китае население свергает власть. Начинается хаос и война всех против всех. Поскольку и дирижабли, и летательные аппараты тяжелее воздуха просты в изготовлении, и их нетрудно прятать («ненадутый воздушный корабль можно спрятать в церкви»), правительства, муниципалитеты, церковные приходы, партизанские отряды и банды продолжают их строить в больших количествах, и бомбёжки городов не прекращаются. Выходят из обращения сначала чеки, затем ассигнации, и наконец серебро. Золото к этому моменту находится в разбомбленных банках или разграблено. Когда бомбёжки прекращаются, остаются лишь небольшие общины, живущие на технологическом уровне, в лучшем случае, средневековья. В довершение множество людей гибнет от эпидемии «пурпурной смерти».
Берту удаётся добраться на корабле до Англии, а там — до родной деревни. Он убивает бандита Билла, узурпировавшего власть, потому что тот домогался его любимой девушки, и после этого договаривается с его бандой, что она соглашается считать это убийство справедливым и правильным и не будет иметь претензий к Берту (иначе бы банда убила Берта). Берт женится на своей девушке, и они доживают до старости. Жена рожает Берту 11 детей, из которых выживают 7.
В эпилоге романа, годы спустя, старший родственник Берта, разговаривая с одним из маленьких сыновей Берта, рассказывает ему о довоенном и военном прошлом человечества. В т. ч. показывает на разрушенный монорельс, выглядящий издали, как обрывки «проволоки» (сам монорельс) на торчащих из земли «гвоздях» (опоры монорельса).
В тексте романа автор вскользь пишет, что послевоенная эпоха разрухи, анархии и упадка по прошествии лет или десятилетий сменилась тем, что человечество построило лучший мир, идеальное общество, в т. ч. единое государство (о желательности и предпочтительности единого государства Герберт Уэллс высказывался во многих своих произведениях), но действие романа до этой лучшей эпохи не доходит.